# Joe Matt
Joe Matt   (Lansdale, 3 de setembre de 1963 - Los Angeles, 18 de setembre de 2023) va ser un dibuixant de còmics i colorista estatunidenc.
Va iniciar-se acolorint còmics de superherois. El 1987 va començar a dibuixar Peepshow, una sèrie d'historietes autobiogràfiques al voltant dels seus grans temes: la pornografia, les relacions sentimentals i la seva relació amb els diners. En aquests relats apareixen els dibuixants Seth i Chester Brown, dos autors del Canadà (on Matt va viure entre el 1988 i el 2002) amb qui va mantenir una relació d'amistat. El seu estil va estar influenciat per l'obra de Robert Crumb.